# Gaylord Nelson
Gaylord Anton Nelson (4 tháng 6 năm 1916 - 3 tháng 7 năm 2005) là thượng nghị sĩ Hoa Kỳ cũng như thống đốc của tiểu bang Wisconsin. Ông là đảng viên đảng Dân chủ, và là người sáng lập Ngày Trái Đất.